# FC 바르셀로나 C
FC 바르셀로나 C(Fútbol Club Barcelona C)는 바르셀로나를 연고로 하는 스페인의 축구단으로 라리가의 FC 바르셀로나의 유스팀 격이었다. 현재는 해체된 상태이다.

## 역사
1967년 '바르셀로나 아마츄어'라는 이름으로 시작된 FC 바르셀로나 C는 1993년에서야 FC 바르셀로나 C라는 이름으로 교체되었다. 세군다 디비시온 B에서 5시즌, 테르세라 디비시온에서 25시즌을 보낸 FC 바르셀로나 C는 2007년 해체되었다.

## 같이 보기
- FC 바르셀로나